# Dose journalière admissible
Pour les articles homonymes, voir DJA, DJT et ADI.
Dans le cadre des travaux d'évaluation des risques pour le consommateur par les agences de sécurité alimentaire, plusieurs types de valeurs sanitaires de référence (VR) sont produits : des valeurs de toxicologiques de référence (VTR) qui comprennent les doses journalières admissibles (DJA), les doses journalières tolérables (DJT), les doses hebdomadaires tolérables (DHT). 
La Valeur Toxicologique de Référence la plus utilisée pour protéger le consommateur est la Dose Journalière Admissible ou Acceptable ou DJA pour les seuls produits réglementés (en anglais : Acceptable Daily Intake ou ADI) et la Dose Journalière Tolérable (DJT) pour les contaminants naturels (en anglais : Tolerable Daily Intake ou TDI).   La DJA ou la DJT est la quantité d'une substance qu'un individu peut ingérer chaque jour, sans risque pour sa santé. Elle est habituellement exprimée en mg de substance par kg de poids corporel et par jour. La consommation maximale est donc, de fait, beaucoup plus faible pour un nourrisson que pour un individu adulte. 
Le concept de la DJA a été inventé par le professeur René Truhaut, membre de l'académie des sciences et de l'académie d'agriculture. Il a été introduit pour la première fois en 1961 par le comité international mixte FAO-OMS d'experts sur les additifs alimentaires (JECFA) et plus tard utilisé par le Comité scientifique de l’Alimentation Humaine (Scientific Committee of Food) du Conseil de l'Europe.

## Mode de fixation d'une DJA
La DJA d’une substance est fixée au cours d’un processus appelé caractérisation du danger, qui est une partie importante de l’évaluation du risque toxicologique d’une substance
La caractérisation du danger permet d'identifier les doses induisant les effets toxiques et, surtout, les doses sans effet toxique ; La dose journalière admissible (DJA) est fixée à partir d'études toxicologiques réalisées in vitro et in vivo sur des animaux de laboratoire. Ces études doivent obligatoirement être réalisées dans des centres de toxicologie expérimentale accrédités et régulièrement inspectés (en France par le Cofrac), selon les règlements des bonnes pratiques de laboratoire, et selon des protocoles expérimentaux stricts, reconnus sur le plan international et publiés par l'OCDE. Elles doivent être transmises in extenso (protocoles et résultats) aux agences de sécurité sanitaire. Ces études toxicologiques sont de plusieurs types : 
- Études     de toxicité subchronique, dont la durée porte sur un     dixième de durée de vie de l'animal, soit 90 jours chez les rongeurs.
- Études     de toxicité chronique, portant sur la durée de vie     entière de l'animal. Cependant, afin d'éviter des confusions et des     erreurs dues à des différences de métabolisme et aux pathologies     spontanées liées à l'âge, ces études sont limitées dans le temps : 2     ans chez le rat et 18 mois chez la souris.
- Études     de génotoxicité pour détecter     l'induction de lésions de l'ADN (effet génotoxique) pouvant conduire à     l'apparition de mutations, puis de tumeurs cancéreuses. Ces études sont     tout d'abord réalisées in vitro, puis in vivo si les tests in vitro sont positifs. En cas de     démonstration d'un effet génotoxique in     vivo, les agences d'évaluation considèrent que la substance fait     courir des risques aux consommateurs ; elle ne bénéficie alors pas de     l'attribution d'une DJA et n'est pas autorisée.
- Études     de cancérogenèse, qui consistent à suivre     l'apparition de tumeurs chez des animaux exposés pendant 24 mois.
- Études     de toxicité vis-à-vis des fonctions de reproduction,     qui doivent être réalisées sur plusieurs générations en vue d'identifier     un éventuel effet toxique, tel que l'induction d'une hypofertilité ou     d'une stérilité, ou des effets toxiques sur la mère et/ou sur le fœtus     pendant la gestation, sur la mise-bas ou la lactation, ou encore des     effets sur la survie et le comportement post-natal. Les animaux sont     exposés à la substance avant et après copulation.
- Études     sur le développement embryonnaire, menées     sur des femelles en gestation, afin de détecter toute malformation chez     les petits (effet tératogène), ou autres effets délétères (fœtotoxicité)     après exposition lors de la gestation.

           Il n'existe pas, à ce jour, de méthode fiable et sûre permettant de mettre en évidence un risque d'allergie par voie orale (ou alimentaire) chez les animaux, dont les résultats seraient transposables à l'homme ; c'est donc par des méthodes indirectes qu'un éventuel effet allergène est recherché.
           Toutes ces études doivent être menées par voie orale (via l'alimentation ou la boisson) sur un nombre suffisant d'animaux des deux sexes, dont le poids et l'origine sont connus et homogènes. Toute anomalie, significative observée chez les animaux traités et non observée chez les témoins – qu'il s'agisse du comportement des animaux, du bilan sanguin ou urinaire – ou constatée lors des examens histopathologiques lors de l'autopsie doit être signalée. En fonction des données, des études complémentaires sont réalisées afin d'affiner l'évaluation des effets toxiques : neurotoxicité, effets perturbateurs endocriniens, effets immunologiques. On détermine la dose sans effet (DSE, No Adverse Effect, NOAEL), en identifiant dans chaque étude toxicologique requise, pour chaque sexe de chaque espèce, la plus forte dose qui n'a pas démontré d'effet toxique. Celle dont la valeur est la plus basse est retenue, considérant que l'effet, l'animal et le sexe concernés sont les plus protecteurs pour l'extrapolation à l'Homme.
           La dose journalière admissible (DJA) est calculée à partir de la DSE, affectée de 2 facteurs de sécurité :
- Le premier, égal à 10, tient compte de la variabilité inter-espèces, et repose sur le postulat que l'Homme est 10 fois plus sensible que l'animal le plus sensible.
- Le second, également égal à 10, tient compte de la variabilité intra spécifique : la population humaine est hétérogène, alors que les lots des animaux utilisés sont très homogènes.
           La DJA est donc égale à la DSE divisée par 100. Elle est exprimée en mg ou µg par kilogramme de poids corporel et par jour. La consommation maximale est donc, de fait, beaucoup plus faible pour un enfant que pour un individu adulte.  Ainsi, un homme de 70 kg, 5poids moyen d’un adulte selon l’Efsa) peut ingérer 2,8 g par jour d’aspartame dont la DJA est égale à 40 mg/kg poids corporel par jour, sans risque pour sa santé alors qu’un enfant de 20kg ne devra pas dépasser 0,8 g par jour.
Dans certains cas, un facteur de sécurité supérieur à 100 peut être utilisé si on connaît la plus grande susceptibilité de l'Homme à un effet toxique ou en cas d'un effet toxique particulier.
           La DJA, a été classiquement construites à partir de la DSE, selon une approche déterministe, correspondant à la dose maximale sans effet néfaste observé, choisie parmi les seules doses testées. Cependant, depuis quelques années, les agences d'évaluation du risque recommandent d'utiliser une nouvelle dose critique : la benchmark dose (BMD) ou dose repère, fondée sur une approche probabiliste ; la BMD est une dose produisant un effet non nul, correspondant à une modification du niveau de réponse par rapport à un groupe témoin. La DJA est alors fixée comme indiqué ci-dessus sur la base d’une BMD considérée comme pertinente, en utilisant les mêmes facteurs de sécurité.
           Dans certains cas, quand aucun effet toxique n'a été détecté dans l'ensemble de la batterie de tests, aucune DJA n'est fixée, les experts considérant que cette substance ne présente pas de risque au vu de l'absence totale d'effet toxique. Parfois la DJA s'applique à plusieurs substances de la même famille chimique : on parle alors de DJA de groupe.
           Une DJA n'est jamais figée : elle est révisée régulièrement, à la demande des autorités de gestion du risque, ou en raison de la publication de nouvelles données. Ainsi les DJA de tous les additifs alimentaires autorisés en Europe en 2007 sont en cours de révisions, à la demande de la Commission européenne.  Par exemple, la DJA pour le Bisphénol A était de 50 μg/kg/jour, et elle a été modifiée en 2023 par l'EFSA pour une valeur de 0,2 nanogramme (0,2 milliardième de gramme) par kilogramme de poids corporel par jour.

## Définition DJT
Ce concept dérive de la notion de DJA. Cependant, un contaminant alimentaire n’est pas, par définition, soumis à autorisation. Sa présence ne peut être que tolérée dans une denrée alimentaire. En conséquence, la valeur toxicologique de référence fixée pour un contaminant alimentaire est une dose journalière tolérable (DJT) ou dose hebdomadaire tolérable (DHT). La DJT est la quantité d’un contaminant alimentaire qu’un individu doit pouvoir ingérer tous les jours de sa vie sans courir de risque pour sa santé. Dans le cas de la DHT, on exprime la quantité qu’un individu peut ingérer par semaine et non par jour. Comme la DJA, la DJT est exprimée en mg (ou µg ou ng)/kg de poids corporel par jour et la DHT en mg (ou µg ou ng)/kg de poids corporel par semaine.
La DJT (ou DHT) est fixée au vu des études toxicologiques comme dans le cas de la DJA. Cependant, les contaminants naturels bénéficient rarement de dossier toxicologique complet tel que celui exigé pour une molécule soumise à autorisation. Les évaluateurs disposent d’études menées de façon sporadique par des chercheurs académiques ou institutionnels. Les études ne couvrent pas toujours tous les effets toxiques potentiels et ne sont pas toujours menées selon les lignes directrices officiels (Organisation de coopération et de développement économiques [OCDE]) et les bonnes pratiques de laboratoire. En conséquence, les évaluateurs ne peuvent pas toujours identifier de dose sans effet dans les études et doivent utiliser alors la plus petite dose avec effet (lowest adverse effect level [LOAEL]). Dans le cas où une NOAEL est disponible, celle-ci est affectée des mêmes facteurs de sécurité que pour la fixation de la DJA, soit 10 × 10 pour les mêmes raisons. Si les études ne couvrent pas tous les effets toxiques potentiels, Un facteur de sécurité supplémentaire compris entre 2 et 10 peut être ajouté. Dans le cas où, seule une dose avec effet est disponible, celle-ci est affectée également d’un facteur de sécurité supplémentaire égal à 10.

## À quoi sert une DJA ou une DJT  ?
La fixation de DJA est la seconde étape d’un processus nommé « Évaluation du risque », réalisé avant toute autorisation d’un produit réglementé en alimentation humaine. La première étape, l'identification du danger, consiste à déterminer les effets toxiques potentiellement induits par la substance considérée. Dans le cas des substances soumises à autorisation, on recherche principalement des structures chimiques d'alerte, comme la présence de groupes chimiques à risque. Il est possible d'envisager une approche à l'aide de logiciels, appropriés et validés, de relation quantitative structure-activité (QSAR). La seconde étape permet de fixer une DJA. La troisième étape, l'évaluation de l'exposition du consommateur ,,à des substances via l'alimentation, nécessite de disposer de deux types de données pour les denrées alimentaires concernées : la concentration de chaque substance présente, et les quantités consommées des substances alimentaires concernées. Lors de la quatrième étape, la caractérisation du risque, l'exposition du consommateur, toutes autorisations confondues, est comparée à la DJA. Si l'exposition est inférieure à la DJA, la substance est considérée comme ne faisant pas courir de risque au consommateur et peut être autorisée aux doses demandées dans les denrées concernées. Dans le cas contraire, la substance évaluée sera considérée comme pouvant faire courir des risques aux consommateurs ; le gestionnaire du risque devra alors décider soit d'une diminution des doses autorisées, soit d'une diminution des autorisations d'usage de la substance, soit d'un refus ou un retrait d'autorisation.
Il en est de même pour la DJT, mais comme les contaminants naturels sont par définition d’origine naturelle, les gestionnaires du risque ne peuvent que fixer des limites maximales à ne pas dépasser dans les denrées alimentaires et interdire la mise en vente de denrées dépassant ces limites.

## Qui fixe les DJA et les DJT?
Les DJA et les DJT sont fixées lors de l'évaluation des risques potentiels induits par des substances chimiques ajoutées aux aliments ou contaminants naturels par les agences de sécurité sanitaire des aliments, au niveau national, européen et international, par des comités d'experts constitués de scientifiques possédant des compétences complémentaires. Les expertises sont toujours collectives. Au sein de l'Union Européenne, et depuis 2003, c'est l'European Food Safety Authority (Efsa) qui fixe les DJA/DJT pour les substances sous réglementation européennes, aux États Unis, c'est la Food and Drug Administration (FDA), et, au niveau international, le Joint Expert Committee on Food Additives (JECFA), comité mixte dépendant à la fois de la FAO et de l'OMS. En France, L’Anses fixe les DJA des molécules et des contaminants qui ne sont pas sous  la réglementation européenne.

## Exemples
Voici la DJA de quelques édulcorants :
- Saccharine : 5 mg/kg poids corporel par jour [16] ;
- Cyclamate : 7  mg/kg poids corporel par jour [17] ;
- Acésulfame de potassium : 15 mg/kg poids corporel par jour [18] ;
- Aspartame : 40 mg/kg poids corporel par jour[19].

Voici la DJA de quelques colorants alimentaires
- E100 , Curcumine[21], Jaune orange : 3 mg/kg poids corporel par jour
- E122, Azorubine[22], Carmoisine, rouge : 4 mg/kg poids corporel par jour
- E132, Indigo carmine[23],  bleu : 5 mg/kg poids corporel par jour
- E 142 Vert S[24], vert : 5 mg/kg poids corporel par jour
- E 151, Noir brillant[25], noir : 5 mg/kg poids corporel par jour

Voici la DJA de quelques pesticides : 
- Boscalid : 0,04 mg/kg poids corporel par jour

- Bixafen : 0,02 mg/kg poids corporel par jour
- Sedaxane : 0,11 mg/kg poids corporel par jour
- Tebuconazole : 0,03 mg/kg poids corporel par jour[26]
- Azoxystrobin: 0,2 mg/kg poids corporel par jour[27]

Voici la DJT de quelques contaminants naturels (mycotoxines)
- DON[29] : 1 µg/kg poids corporel par jour
- T2[30] : 0,2 µg/kg poids corporel par jour
- Fumonisines[31] 1 µg/kg poids corporel par jour
- Zearalénone[32] : 0,25 µg/kg poids corporel par jour

Ainsi, un adulte de 70 kg peut ingérer chaque jour, jusqu'à 3200 milligrammes d'aspartame ou 17 microgrammes de la mycotoxine Zearalone sans courir de risque pour sa santé.